# Highcharts
 Highcharts は、JavaScriptで記述されたチャート作成用のソフトウェア ライブラリであり、2009年に最初にリリースされた。ライセンスはプロプライエタリである。個人/非営利目的の場合は無料で提供されている。
ノルウェーのVikにあるHighsoftによって作成された。
Torstein Hønsinがこの製品の主な作成者。この製品は2006年に最初にデモンストレーションされ、考案された。2009年以来積極的に開発され、長らく実際に運用されてきたSVGベースのマルチ プラットフォーム チャート作成ライブラリ。安定したドキュメント、高度な応答性、業界をリードするアクセシビリティサポートを特徴としている。Highcharts libraryは、JSチャートライブラリの1つとして国際的な業界メディアでも注目されている。